# Roger Hitoto
Roger Hitoto, né le 24 février 1969 à Mbandaka (Zaïre, aujourd'hui République démocratique du Congo), est un joueur de football international de la République démocratique du Congo.
Milieu de terrain récupérateur et relayeur, Hitoto réalise l'essentiel de sa carrière professionnelle en France.

## Carrière
Formé au FC Melun, Hitoto est recruté à 15 ans par le FC Rouen. À 19 ans, en 1988, il y fait ses débuts en Division 2. En six saisons il y joue 147 matches de D2 (1 but) et 10 de coupe de France. Il est alors recruté par le Lille OSC, club de l'élite. Il s'impose progressivement comme titulaire, à la suite de Jakob Friis-Hansen. Il dispute trois saisons en D1 (66 matchs et 3 buts) puis deux en D2 (43 matchs).
Sélectionné en équipe du Zaïre (rebaptisé République démocratique du Congo en 1997), il participe à la Coupe d'Afrique des nations en 1996 (il joue 2 matchs) et 1998 (3 matchs). Il joue également trois matchs qualificatifs pour la Coupe du monde 1998.
Gravement blessé en 1998, Hitoto quitte Lille en 1999 pour la Chine puis le Qatar. En 2001, il retourne pour une saison au FC Rouen, retourne au Qatar, puis termine sa carrière dans des clubs amateurs : FC Mantes, CMS Oissel, etc,.
À la suite de sa retraite sportive, Hitoto se reconvertit comme consultant dans le monde du football et prend des responsabilités auprès de la Fédération congolaise de football, comme superviseur en Europe.